# Società Sportiva Nola 1993-1994
Questa voce raccoglie le informazioni riguardanti la Società Sportiva Nola nelle competizioni ufficiali della stagione 1993-1994.

## Stagione
La stagione 1993-1994 del Nola è stata la 4ª stagione in Serie C1. La squadra per la prima volta retrocesse dopo i play-out contro il Siracusa, ma fu ripescata per le numerose defezioni a fine stagione.

## Organigramma societario
- Presidente: Mario Felice Nusco
- Team Manager: Nicola Raimo
- Segretario: Pasquale Lanzillo
- Segretaria amm/va Iolanda Adrianopoli
- Direttore Sportivo: Riccardo Franceschini
- Allenatore: Francesco Scorsa, poi Vincenzo Di Costanzo, poi Francesco Stanzione
- Allenatore in seconda: Pierantonio Callio
- Medico sociale: dott. Andrea D'Alessandro
- Massaggiatore: Salvatore Forcella
- Sede: via dei Mille, 69, 80035, Nola (NA)

## Rosa
| N. |                   | Ruolo | Calciatore         |
| -- | ----------------- | ----- | ------------------ |
|    | Italia (bandiera) | A     | Alessandro Arcieri |
|    | Italia (bandiera) | C     | Paride Arionni     |
|    | Italia (bandiera) | D     | Davide Belotti     |
|    | Italia (bandiera) | A     | Fabrizio Carli     |
|    | Italia (bandiera) | C     | Stefano Casale     |
|    | Italia (bandiera) | D     | Maurizio Cavallo   |
|    | Italia (bandiera) | P     | Domenico Cecere    |
|    | Italia (bandiera) | C     | Domenico Celardo   |
|    | Italia (bandiera) | D     | Michele Cunti      |
|    | Italia (bandiera) | D     | Salvatore D'Angelo |
|    | Italia (bandiera) | C     | Nicola Di Criscio  |
|    | Italia (bandiera) | P     | Vincenzo Di Muro   |

| N. |                   | Ruolo | Calciatore           |
| -- | ----------------- | ----- | -------------------- |
|    | Italia (bandiera) | A     | Felice Foglia        |
|    | Italia (bandiera) | D     | Carmine Fruguglietti |
|    | Italia (bandiera) | C     | Carmelo Giglio       |
|    | Italia (bandiera) | C     | Salvatore Grillo     |
|    | Italia (bandiera) | A     | Paolo Monelli        |
|    | Italia (bandiera) | C     | Gaetano Perrella     |
|    | Italia (bandiera) | D     | Alessandro Rinaldi   |
|    | Italia (bandiera) | C     | Roberto Rovani       |
|    | Italia (bandiera) | C     | Luca Sommella        |
|    | Italia (bandiera) | C     | Vincenzo Sommese     |
|    | Italia (bandiera) | A     | Maurizio Varriale    |
|    | Italia (bandiera) | D     | Antonino Venuti      |

## Risultati

### Serie C1

#### Girone di andata
| Nola 12 settembre 1993 1ª giornata | Nola | 0 – 0 | Casarano | Stadio Comunale Piazza d'Armi |

| Barletta 19 settembre 1993 2ª giornata | Barletta | 2 – 2 | Nola | Stadio Cosimo Puttilli |

| Nola 26 settembre 1993 3ª giornata | Nola | 0 – 1 | Perugia | Stadio Comunale Piazza d'Armi |

| Siracusa 3 ottobre 1993 4ª giornata | Siracusa | 0 – 0 | Nola | Stadio Nicola De Simone |

| Arbitro: | Gambino (Barletta) |

|              |           |  |
| Varriale 86’ | Marcatori |  |

| Potenza 17 ottobre 1993 6ª giornata | Potenza | 4 – 0 | Nola |  |

| Nola 24 ottobre 1993 7ª giornata | Nola | 2 – 1 | Juventus Stabia | Stadio Comunale Piazza d'Armi |

| Chieti 31 ottobre 1993 8ª giornata | Chieti | 1 – 1 | Nola |  |

| Arbitro: | Branzoni (Pavia) |

|                          |           |  |
| Marino 15’ Antonioli 48’ | Marcatori |  |

| Nola 14 novembre 1993 10ª giornata | Nola | 2 – 3 | Matera | Stadio Comunale Piazza d'Armi |

| Avellino 21 novembre 1993 11ª giornata | Avellino | 2 – 0 | Nola | Stadio Partenio |

| Nola 28 novembre 1993 12ª giornata | Nola | 2 – 0 | Leonzio | Stadio Comunale Piazza d'Armi |

| Salerno 5 dicembre 1993 13ª giornata | Salernitana | 1 – 1 | Nola | Stadio Arechi |

| Nola 12 dicembre 1993 14ª giornata                           | Nola      | 1 – 2                      | Reggina | Comunale (1.100 spett.) |
| \| \| \| \| \| \| Marcatori \| Mollica 24’ Giacchetta 76’ \| |           |                            |         |                         |
|                                                              |           |                            |         |                         |
|                                                              | Marcatori | Mollica 24’ Giacchetta 76’ |         |                         |

| San Benedetto del Tronto 19 dicembre 1993 15ª giornata | Sambenedettese | 2 – 1 | Nola | Stadio Riviera delle Palme |

| Nola 24 dicembre 1993 16ª giornata | Nola | 1 – 2 | Lodigiani | Stadio Comunale Piazza d'Armi |

| Giarre 16 gennaio 1994 17ª giornata | Giarre | 3 – 1 | Nola | Stadio Regionale |

#### Girone di ritorno
| Casarano 23 gennaio 1994 18ª giornata | Casarano | 2 – 0 | Nola | Stadio Giuseppe Capozza |

| Nola 30 gennaio 1994 19ª giornata | Nola | 0 – 0 | Barletta | Stadio Comunale Piazza d'Armi |

| Perugia 6 febbraio 1994 20ª giornata | Perugia | 2 – 0 | Nola | Stadio Renato Curi |

| Nola 13 febbraio 1994 21ª giornata | Nola | 0 – 0 | Siracusa | Stadio Comunale Piazza d'Armi |

| Arbitro: | Bazzi (Modena) |

|                  |           |  |
| Di Baia 16’, 85’ | Marcatori |  |

| Nola 6 marzo 1994 23ª giornata | Nola | 1 – 1 | Invicta Potenza | Stadio Comunale Piazza d'Armi |

| Castellammare di Stabia 13 marzo 1994 24ª giornata | Juventus Stabia | 0 – 3 | Nola | Stadio Romeo Menti |

| Nola 20 marzo 1994 25ª giornata | Nola | 0 – 0 | Chieti | Stadio Comunale Piazza d'Armi |

| Arbitro: | Bizzotto (Castelfranco Veneto) |

|                  |           |              |
| Varriale 4’, 65’ | Marcatori | 69’ Baiocchi |

| Matera 10 aprile 1994 27ª giornata | Matera | 0 – 0 | Nola | Stadio XXI Settembre |

| Nola 17 aprile 1994 28ª giornata | Nola | 1 – 0 | Avellino | Stadio Comunale Piazza d'Armi |

| Lentini 24 aprile 1994 29ª giornata | Leonzio | 4 – 1 | Nola |  |

| Nola 1º maggio 1994 30ª giornata | Nola | 0 – 3 | Salernitana | Stadio Comunale Piazza d'Armi |

| Reggio Calabria 8 maggio 1994, ore 14:30 31ª giornata                               | Reggina   | 3 – 1      | Nola | Comunale (3.000 spett.) |
| \| \| \| \| \| Parpiglia 20’ Carrara 36’ Mariotto 90’ \| Marcatori \| Casale 58’ \| |           |            |      |                         |
|                                                                                     |           |            |      |                         |
| Parpiglia 20’ Carrara 36’ Mariotto 90’                                              | Marcatori | Casale 58’ |      |                         |

| Nola 15 maggio 1994 32ª giornata | Nola | 1 – 2 | Sambenedettese | Stadio Comunale Piazza d'Armi |

| Roma 22 maggio 1994 33ª giornata | Lodigiani | 5 – 2 | Nola |  |

| Nola 29 maggio 1994 34ª giornata | Nola | 2 – 1 | Giarre | Stadio Comunale Piazza d'Armi |

#### Play-out
| Nola 5 giugno 1994 Andata | Nola | 2 – 1 | Siracusa | Stadio Comunale Piazza d'Armi |

| Siracusa 12 giugno 1994 Ritorno | Siracusa | 2 – 0 | Nola | Stadio Nicola De Simone |

## Statistiche

### Statistiche di squadra
| Competizione         | Punti | In casa | In casa | In casa | In casa | In casa | In casa | In trasferta | In trasferta | In trasferta | In trasferta | In trasferta | In trasferta | Totale | Totale | Totale | Totale | Totale | Totale | DR  |
| Competizione         | Punti | G       | V       | N       | P       | Gf      | Gs      | G            | V            | N            | P            | Gf           | Gs           | G      | V      | N      | P      | Gf     | Gs     | DR  |
| -------------------- | ----- | ------- | ------- | ------- | ------- | ------- | ------- | ------------ | ------------ | ------------ | ------------ | ------------ | ------------ | ------ | ------ | ------ | ------ | ------ | ------ | --- |
| Serie C1             | 32    | 18      | 7       | 5       | 6       | 18      | 18      | 18           | 1            | 4            | 13           | 12           | 36           | 36     | 8      | 10     | 18     | 30     | 54     | -24 |
| Coppa Italia Serie C | -     | ?       | ?       | ?       | ?       | ?       | ?       | ?            | ?            | ?            | ?            | ?            | ?            | ?      | ?      | ?      | ?      | ?      | ?      | -   |
| Totale               | -     | ?       | ?       | ?       | ?       | ?       | ?       | ?            | ?            | ?            | ?            | ?            | ?            | ?      | ?      | ?      | ?      | ?      | ?      | -   |

### Statistiche dei giocatori
| Giocatore       | Serie C1 | Serie C1 | Serie C1    | Serie C1   | Coppa Italia Serie C | Coppa Italia Serie C | Coppa Italia Serie C | Coppa Italia Serie C | Totale   | Totale | Totale      | Totale     |
| Giocatore       | Presenze | Reti     | Ammonizioni | Espulsioni | Presenze             | Reti                 | Ammonizioni          | Espulsioni           | Presenze | Reti   | Ammonizioni | Espulsioni |
| --------------- | -------- | -------- | ----------- | ---------- | -------------------- | -------------------- | -------------------- | -------------------- | -------- | ------ | ----------- | ---------- |
| A. Arcieri      | 4        | 0        | ?           | ?          | ?                    | ?                    | ?                    | ?                    | 4+       | 0+     | ?           | ?          |
| P. Aronni       | 16       | 0        | ?           | ?          | ?                    | ?                    | ?                    | ?                    | 16+      | 0+     | ?           | ?          |
| D. Belotti      | 25       | 0        | ?           | ?          | ?                    | ?                    | ?                    | ?                    | 25+      | 0+     | ?           | ?          |
| F. Carli        | 30       | 6        | ?           | ?          | ?                    | ?                    | ?                    | ?                    | 30+      | 6+     | ?           | ?          |
| S. Casale       | 30       | 0        | ?           | ?          | ?                    | ?                    | ?                    | ?                    | 30+      | 0+     | ?           | ?          |
| M. Cavallo      | 32       | 0        | ?           | ?          | ?                    | ?                    | ?                    | ?                    | 32+      | 0+     | ?           | ?          |
| D. Cecere       | 10       | -15      | ?           | ?          | ?                    | ?                    | ?                    | ?                    | 10+      | -15+   | ?           | ?          |
| D. Celardo      | 26       | 0        | ?           | ?          | ?                    | ?                    | ?                    | ?                    | 26+      | 0+     | ?           | ?          |
| M. Cunti        | 28       | 1        | ?           | ?          | ?                    | ?                    | ?                    | ?                    | 28+      | 1+     | ?           | ?          |
| S. D'Angelo     | 17       | 1        | ?           | ?          | ?                    | ?                    | ?                    | ?                    | 17+      | 1+     | ?           | ?          |
| N. Di Criscio   | 24       | 0        | ?           | ?          | ?                    | ?                    | ?                    | ?                    | 24+      | 0+     | ?           | ?          |
| V. Di Muro      | 24       | -36      | ?           | ?          | ?                    | ?                    | ?                    | ?                    | 24+      | -36+   | ?           | ?          |
| F. Foglia       | 1        | 0        | ?           | ?          | ?                    | ?                    | ?                    | ?                    | 1+       | 0+     | ?           | ?          |
| C. Fruguglietti | 9        | 0        | ?           | ?          | ?                    | ?                    | ?                    | ?                    | 9+       | 0+     | ?           | ?          |
| C. Giglio       | 15       | 2        | ?           | ?          | ?                    | ?                    | ?                    | ?                    | 15+      | 2+     | ?           | ?          |
| S. Grillo       | 14       | 0        | ?           | ?          | ?                    | ?                    | ?                    | ?                    | 14+      | 0+     | ?           | ?          |
| P. Monelli      | 10       | 2        | ?           | ?          | ?                    | ?                    | ?                    | ?                    | 10+      | 2+     | ?           | ?          |
| C. Pappalardo   | 4        | 0        | ?           | ?          | ?                    | ?                    | ?                    | ?                    | 4+       | 0+     | ?           | ?          |
| G. Perrella     | 31       | 0        | ?           | ?          | ?                    | ?                    | ?                    | ?                    | 31+      | 0+     | ?           | ?          |
| A. Rinaldi      | 25       | 3        | ?           | ?          | ?                    | ?                    | ?                    | ?                    | 25+      | 3+     | ?           | ?          |
| R. Rovani       | 28       | 3        | ?           | ?          | ?                    | ?                    | ?                    | ?                    | 28+      | 3+     | ?           | ?          |
| L. Sommella     | 17       | 0        | ?           | ?          | ?                    | ?                    | ?                    | ?                    | 17+      | 0+     | ?           | ?          |
| V. Sommese      | 5        | 0        | ?           | ?          | ?                    | ?                    | ?                    | ?                    | 5+       | 0+     | ?           | ?          |
| M. Varriale     | 32       | 9        | ?           | ?          | ?                    | ?                    | ?                    | ?                    | 32+      | 9+     | ?           | ?          |
| A. Venuti       | 7        | 0        | ?           | ?          | ?                    | ?                    | ?                    | ?                    | 7+       | 0+     | ?           | ?          |